# Lori Alan

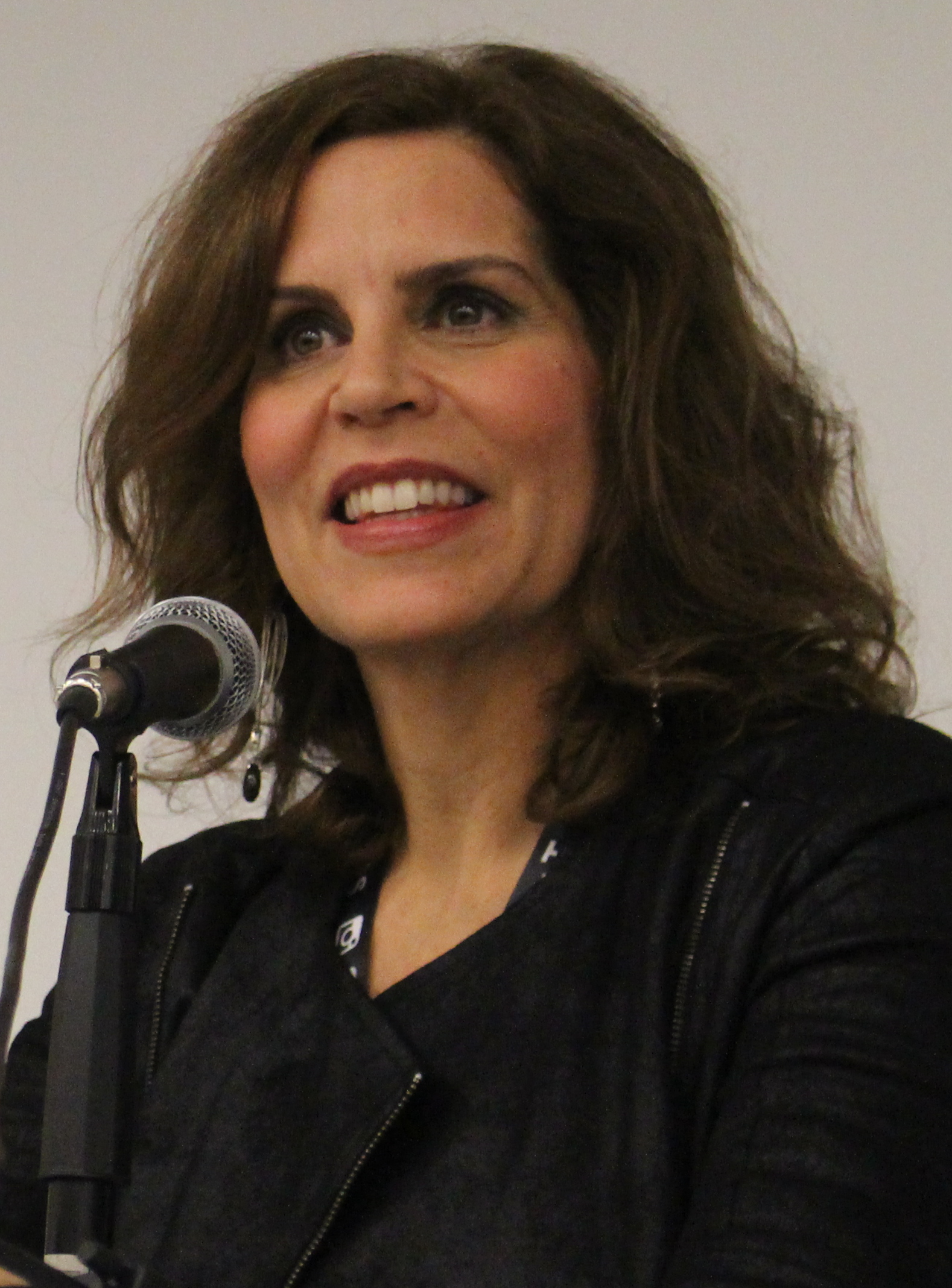
Lori Alan (2016)

Lori Alan (* 18. Juli 1966) ist eine US-amerikanische Schauspielerin.  Sie sprach Diane Simmons in Family Guy, die Unsichtbare in Die Fantastischen Vier mit neuen Abenteuern und The Boss in der Metal-Gear-Videospielserie.

## Privatleben
Alan stammt aus einer gemischt-religiösen Familie: ihre Mutter ist eine Südstaaten-Baptistin und ihr Vater ist Jude. Ihre Eltern sind beide Schauspieler und unterstützten ihre Entscheidung, Schauspielerin zu werden.
Sie begann im Alter von fünf Jahren mit der Schauspielerei und gab ihr Fernsehdebüt in einem Werbespot von Shakey's Pizza.
Alan lebt in Los Angeles. Sie engagiert sich für Tierrettung und Tierschutz. Sie hat sich gegen Tierquälerei ausgesprochen und sich für die Anti-Hundefleisch-Wohltätigkeitsorganisation „Weltschutz für Hunde und Katzen im Fleischhandel“ eingesetzt. Sie ist auch im Vorstand von „Pickle Pants Rescue“, einer Tierrettungsorganisation in Los Angeles.

## Karriere
Alan ist seit über drei Jahrzehnten als Sängerin tätig.
Bei ihrem ersten Job als Synchronsprecherin lernte sie zu improvisieren und ihren eigenen Entscheidungen zu vertrauen, um die Persönlichkeit der gesprochenen Figur authentisch darzustellen.
Alan spricht Pearl den Wal in SpongeBob Schwammkopf, Sue Richards (die Unsichtbare) in Marvel Comics’ The Fantastic Four, die Nachrichtensprecherin und Mörderin Diane Simmons in Family Guy und The Boss in der Metal-Gear-Serie. Lori hat in folgenden Spielfilmen gesprochen: Monsters University, Toy Story 3, Despicable Me 2, WALL·E, Inside Out, und die SpongeBob Schwammkopf Film Serie. Sie hatte auch Sprechrollen für Henry Hugglemonster, Cow and Chicken, Animaniacs, und Futurama. Ihre Interpretation von The Boss wurde von complex als eine der 25 Größten schauspielerischen Leistungen in Videospielen eingestuft.
Im Jahr 2005 schloss sie sich Warren Beatty, Rob Reiner, Kurtwood Smith und Jason George an, um Werbespots gegen die Vorschläge des kalifornischen Gouverneurs Arnold Schwarzenegger zu vertonen.
Im Jahr 2014 gewann sie einen Voice Arts Award (VAA) für herausragende Arbeiten und herausragende nationale Fernsehwerbung.
Vor der Kamera spielte Alan Desperate Housewives, Ray Donovan, Comedy Central's Workaholics, Bones, Southland, CSI, 90210, Law & Order: LA, Law & Order und viele mehr. Zu ihren Bühnenauftritten gehören The Pee-wee Herman Show, die Solo-Show Lori Alan: The Musical, Queen Celia im Hit-Musical Sneaux! und das preisgekrönte Musical Reefer Madness. Ihre Leistung in Reefer Madness als Reefer Madam von 1999 wurde von der Los Angeles Times gelobt.
2015 kehrte sie zum zehnjährigen Jubiläum von Reefer Madness zu ihrer dortigen Rolle zurück. Ihr Gesang in dem Song The Stuff wurde von der Broadway Welt sowohl als schwül als auch als komisch angesehen.

## Filmografie

### Filme
| Jahr | Titel                                                | Rolle                                       | Notizen              |
| ---- | ---------------------------------------------------- | ------------------------------------------- | -------------------- |
| 1994 | Holy Matrimony                                       | Cleopatra                                   | [ 16 ]               |
| 1994 | The Rockford Files: I Still Love L.A.                | Karen Kupfer                                | Fernsehfilm          |
| 1995 | Boys on the Side                                     | Girl with Attitude                          | [ 16 ]               |
| 1995 | Father of the Bride Part II                          | Wife Mrs. Habib                             |                      |
| 1996 | The Oz Kids Toto Lost in New York                    | Mutter und Frau (Sprechrolle)               | Direct-to-video      |
| 1996 | The Oz Kids Virtual Oz                               | Tante Scraps (Sprechrolle)                  | Direct-to-video      |
| 1996 | The Oz Kids Underground Adventure                    | Tante Scraps (Sprechrolle)                  | Direct-to-video      |
| 1996 | Garage Sale                                          | Gwen                                        | Kurzfilm             |
| 1996 | Larry & Steve                                        | Cindy, Lautsprecherdurchsagen (Sprechrolle) | Kurzfilm             |
| 2001 | The Fluffer                                          | Harmony                                     | [ 16 ]               |
| 2004 | Comic Book: The Movie                                | Anita Levine                                | Direct-to-video      |
| 2004 | The SpongeBob SquarePants Movie                      | Pearl Krabs (Sprechrolle)                   | [ 16 ] [ 17 ]        |
| 2005 | Family Guy Presents Stewie Griffin: The Untold Story | Diane Simmons (Sprechrolle)                 | Direct-to-video      |
| 2008 | WALL-E                                               | Axiom Passenger #8                          |                      |
| 2008 | Tokyo Mater                                          | Weitere Sprechrollen                        | Kurzfilm             |
| 2009 | Cloudy with a Chance of Meatballs                    | Weitere Sprechrollen                        |                      |
| 2009 | Divorce Sale                                         | Hot Chick                                   | Kurzfilm             |
| 2010 | Pee-Wee Gets an iPad!                                | Chairry, Magic Screen (Sprechrolle)         | Kurzfilm             |
| 2010 | Toy Story 3                                          | Bonnie's Mom (Sprechrolle)                  | [ 16 ] [ 17 ]        |
| 2013 | Monsters University                                  | Bus Driver (Sprechrolle)                    | [ 16 ] [ 17 ]        |
| 2013 | Despicable Me 2                                      | Additional Sprechrolles                     | [ 16 ]               |
| 2013 | Dean Slater: Resident Advisor                        | Mrs. Harris                                 |                      |
| 2013 | Meet My Rapist                                       | Mom                                         | Kurzfilm             |
| 2015 | The SpongeBob Movie: Sponge Out of Water             | Pearl Krabs (Sprechrolle)                   |                      |
| 2015 | Inside Out                                           | Mom's Sadness (Sprechrolle)                 | [ 16 ] [ 17 ]        |
| 2015 | Minions                                              | Weitere Sprechrollen                        | [ 16 ]               |
| 2015 | Riley's First Date?                                  | Mom's Sadness (Sprechrolle)                 | Kurzfilm             |
| 2017 | Tom and Jerry: Willy Wonka and the Chocolate Factory | Mrs. Teevee (Sprechrolle)                   | Direct-to-video      |
| 2017 | Despicable Me 3                                      | Weitere Sprechrollen                        |                      |
| 2019 | Toy Story 4                                          | Bonnie's Mom (Sprechrolle)                  |                      |
| 2020 | The SpongeBob Movie: Sponge on the Run               | Pearl Krabs (Sprechrolle)                   | Szene wurde gelöscht |

### Fernsehen
| Jahr                 | Titel                                                  | Rolle | Notizen                                                          |
| -------------------- | ------------------------------------------------------ | --- | ---------------------------------------------------------------- |
| 1990                 | Law & Order                                            | Martha | Folge: Kiss the Girls and Make Them Die                          |
| 1993                 | Phenom                                                 | Beverly                                                                                                   | Folge: Answered Prayers                                          |
| 1994                 | Dave's World                                           | The T.A.                                                                                                  | Folge: Family Membership                                         |
| 1994                 | SWAT Kats: The Radical Squadron                        | Lt. Felina Feral (Sprechrolle)                                                                            | 6 Folgen                                                         |
| 1995                 | The George Carlin Show                                 | Nurse | Folge: George Tells the Truth                                    |
| 1995                 | Ned and Stacey                                         | Theresa                                                                                                   | Folge: Reality Check                                             |
| 1995                 | Buford's Got a Gun                                     | Estelle                                                                                                   | Television short                                                 |
| 1994–1996            | The Fantastic Four                                     | Invisible Woman (Sprechrolle)                                                                             | 27 Folgen                                                        |
| 1996                 | Boston Common                                          | Liz | 3 Folgen                                                         |
| 1996                 | Aaahh!!! Real Monsters                                 | Mom, Girl (Sprechrolle)                                                                                   | Folge: Eye Full of Wander/Lifestyles of the Rich and Scary       |
| 1996                 | Touched by an Angel                                    | Rachel Carson                                                                                             | Folge: Into the Light                                            |
| 1997                 | The Angry Beavers                                      | Porcupine, Skunk (Sprechrolle)                                                                            | Folge: Enter the Daggett/Bugaboo                                 |
| 1997                 | Cow and Chicken                                        | Winney (Sprechrolle)                                                                                      | Folge: Chicken's First Kiss                                      |
| 1997                 | What a Cartoon!                                        | Cindy (Sprechrolle)                                                                                       | Folge: Larry & Steve                                             |
| 1997–1999, 2001      | Hey Arnold!                                            | Brooke Lloyd, School Secretary, Chocolate Woman, Police Officer Pudney, Announcer (Sprechrolle)           | 5 Folgen                                                         |
| 1998                 | Animaniacs                                             | Sharon Stone (Sprechrolle)                                                                                | Folge: Hooray for North Hollywood                                |
| 1999–2002, 2005–2010 | Family Guy                                             | Diane Simmons, verschiedene Sprechrollen                                                                  | 63 Folgen                                                        |
| 1999                 | Johnny Bravo                                           | Production Assistant, Robot Walla (Sprechrolle)                                                           | Folge: Karma Krisis/A Star Is Bruised/The Prince and the Pinhead |
| 1999–present         | SpongeBob SquarePants                                  | Pearl Krabs, additional Sprechrolles                                                                      | Main role                                                        |
| 1999                 | The Kids from Room 402                                 | Nurse Pitts (Sprechrolle)                                                                                 | Folge: Son of Einstein                                           |
| 1999                 | The Brothers Flub                                      | Additional Sprechrolles                                                                                   |                                                                  |
| 2000                 | PB&J Otter                                             | Dr. Molar Fox (Sprechrolle)                                                                               | Folge: Butter's First Check-Up/The Legend of Ponce de L'Otter    |
| 2001                 | Will and Grace                                         | Jean | Folge: Coffee & Commitment                                       |
| 2002                 | The Tick                                               | District Attorney                                                                                         | Folge: The Tick vs. Justice                                      |
| 2002                 | Charmed                                                | Cynthia                                                                                                   | Folge: Lost and Bound                                            |
| 2002                 | Sabrina, the Teenage Witch                             | Sabrina's Car (Sprechrolle)                                                                               | Folge: Driving Mr. Goodman                                       |
| 2002                 | Rocket Power                                           | Game Sprechrolle (Sprechrolle)                                                                            | Folge: Sim Sammy/Otto Hangs 11                                   |
| 2002                 | 3 South                                                | Felicity, Various (Sprechrolle)                                                                           | 2 Folgen                                                         |
| 2003                 | Friends                                                | Sonya | Folge: The One Where Monica Sings                                |
| 2003                 | Good Morning, Miami                                    | Loretta                                                                                                   | Folge: Mutt and Jake                                             |
| 2003                 | Six Feet Under                                         | Macy's Saleswoman                                                                                         | Folge: The Eye Inside                                            |
| 2004                 | ChalkZone                                              | Brain (Sprechrolle)                                                                                       | Folge: Skrawl's Brain                                            |
| 2004                 | The Wild Thornberrys                                   | Elder's Daughter (Sprechrolle)                                                                            | Folge: Eliza Unplugged                                           |
| 2005                 | The Grim Adventures of Billy & Mandy                   | Librarian, Rosella, Girl #2 (Sprechrolle)                                                                 | Folge: Duck!                                                     |
| 2005                 | Stroker and Hoop                                       | Leslie, Helena St. Chloe-Butz, Coed, Grandma, Reporter, Woman, Porche, Tour Guide, Sunshine (Sprechrolle) | 3 Folgen                                                         |
| 2005                 | CSI: Crime Scene Investigation                         | Valerie Esposito                                                                                          | Folge: Still Life                                                |
| 2006                 | W.I.T.C.H.                                             | Brenda (Sprechrolle)                                                                                      | Folge: U is for Undivided                                        |
| 2007                 | Cory in the House                                      | Mrs. Flowers                                                                                              | 4 Folgen                                                         |
| 2007–2009            | Rick & Steve: The Happiest Gay Couple in All the World | Ivory, Nerds, Dr. Joy, Various Characters, Dixie, Nerd, Eunice, Mail Lady (Sprechrolle)                   | 7 Folgen                                                         |
| 2008                 | Days of Our Lives                                      | Java Café Patron                                                                                          | Folge: Folge #1.10942                                            |
| 2009                 | Chuck                                                  | Judy Roberts                                                                                              | Folge: Chuck Versus the First Kill                               |
| 2009                 | Chowder                                                | Lady #2, Lady #6, Lady #8 (Sprechrolle)                                                                   | Folge: Won Ton Bombs                                             |
| 2009                 | Southland                                              | D.A. Deborah Janowitz                                                                                     | 3 Folgen                                                         |
| 2009                 | The Closer                                             | Kathy Weber                                                                                               | Folge: Strike Three                                              |
| 2010–2011            | Mater's Tall Tales                                     | Additional Sprechrolles                                                                                   | 4 Folgen                                                         |
| 2010                 | The Hard Times of RJ Berger                            | Linda Robbins                                                                                             | 2 Folgen                                                         |
| 2010                 | 90210                                                  | Realtor                                                                                                   | Folge: Holiday Madness                                           |
| 2010                 | Futurama                                               | Verschiedene Sprechrollen                                                                                 |                                                                  |
| 2010                 | Fanboy & Chum Chum                                     | Verschiedene Sprechrollen                                                                                 |                                                                  |
| 2011                 | BlackBoxTV                                             | Joanna Haywood                                                                                            | Folge: The Family Circus                                         |
| 2011                 | McCracken Live!                                        | Lauren Hanson                                                                                             | Folge: The Pilot Lot                                             |
| 2011                 | Law & Order: LA                                        | Robbi Nathan                                                                                              | Folge: Benedict Canyon                                           |
| 2011                 | Workaholics                                            | Betsy Russ                                                                                                | Folge: 6 Hours Til Hedonism II                                   |
| 2011–2012            | Toy Story Toons                                        | Bonnie's Mom / Tae-Kwon Doe (Sprechrolle)                                                                 | Hauptrolle                                                       |
| 2012                 | Lab Rats                                               | Edie (Sprechrolle)                                                                                        | Folge: Commando App                                              |
| 2012                 | School Board                                           | Susan | 4 Folgen                                                         |
| 2012                 | Bones                                                  | Gina Carson                                                                                               | Folge: The Gunk in the Garage                                    |
| 2013                 | Rolling with Dad                                       | Brenda Stickle                                                                                            | Television short                                                 |
| 2013                 | Ray Donovan                                            | Darlene                                                                                                   | Folge: Road Trip                                                 |
| 2013                 | Mighty Med                                             | Mrs. Gleason                                                                                              | 2 Folgen                                                         |
| 2013                 | Doc McStuffins                                         | Gloria the Gorilla                                                                                        | Folge: You Crack Me Up                                           |
| 2013                 | Toy Story of Terror!                                   | Bonnie's Mom (Sprechrolle)                                                                                | Fernsehspecial                                                   |
| 2013–2014            | Henry Hugglemonster                                    | Momma (Sprechrolle)                                                                                       | 43 Folgen                                                        |
| 2014                 | Castle                                                 | Ms. Papen                                                                                                 | Folge: Smells Like Teen Spirit                                   |
| 2014                 | Acting Dead                                            | Zombietologist                                                                                            | 2 Folgen                                                         |
| 2014                 | Grey's Anatomy                                         | Ellen Weaver                                                                                              | Folge: Don't Let's Start                                         |
| 2014                 | Toy Story That Time Forgot                             | Bonnies Mutter (Sprechrolle)                                                                              | Fernsehspecial                                                   |
| 2015                 | Natasha                                                | Natashas Mutter                                                                                           | Folge: A Finale                                                  |
| 2015                 | The League                                             | Mrs. Shtotelman                                                                                           | Folge: Deflategate                                               |
| 2015–2017            | Nicky, Ricky, Dicky & Dawn                             | Ms. Bing                                                                                                  | 2 Folgen                                                         |
| 2016                 | Son of Zorn                                            | Laseron (Sprechrolle)                                                                                     | Folge; Return to Orange County                                   |
| 2017                 | Colony                                                 | Elaine | Folge; Eleven.Thirteen                                           |
| 2018                 | A.P. Bio                                               | Didi | 2 Folgen                                                         |
| 2019                 | Shameless                                              | Stacy Baer                                                                                                | 2 Folgen                                                         |
| 2020                 | Archibald's Next Big Thing                             | Gale St. Salty / Walker (Sprechrolle)                                                                     | Folge; The Royal Strutters/Impromptu Cruise                      |
| 2021-present         | Kamp Koral: SpongeBob's Under Years                    | Baby Pearl (Sprechrolle)                                                                                  | 13 Folgen                                                        |
| 2021-present         | The Patrick Star Show                                  | Pearl Krabs, weitere Sprechrollen                                                                         | 4 Folgen                                                         |
| 2021                 | Curb Your Enthusiasm                                   | Young Larry's Mom Rose                                                                                    | Folge: Man Fights Tiny Woman                                     |
| 2023                 | Pokémon Concierge                                      | Watanabe                                                                                                  | Englische Synchronisation                                        |

### Web
| Jahr | Titel                                    | Rolle         | Notizen  |
| ---- | ---------------------------------------- | ------------- | -------- |
| 2010 | Hollywood is Like High School with Money | Iris Whitaker | 9 Folgen |

### Videospiele
| Jahr | Titel                                   | Rolle                                                | Notizen |
| ---- | --------------------------------------- | ---------------------------------------------------- | ------- |
| 1995 | Shannara                                | Lessa                                                | [ 17 ]  |
| 2004 | Metal Gear Solid 3: Snake Eater         | The Boss                                             | [ 17 ]  |
| 2005 | Area 51                                 | Diverse Sprechrollen                                 |         |
| 2006 | Metal Gear Solid 3: Subsistence         | The Boss                                             |         |
| 2006 | Family Guy Video Game!                  | Diane Simmons                                        |         |
| 2008 | CSI: NY                                 | Amy Yablans, Olivia Moretti, Eloise Stanwick-Lourdes | [ 17 ]  |
| 2009 | Marvel: Ultimate Alliance 2             | Newscaster                                           |         |
| 2010 | Metal Gear Solid: Peace Walker          | The Boss/The Boss AI Pod                             | [ 17 ]  |
| 2012 | Kinect Rush: A Disney-Pixar Adventure   | Bonnies Mutter                                       |         |
| 2015 | Metal Gear Solid V: The Phantom Pain    | The Boss AI Pod                                      | [ 17 ]  |
| 2023 | SpongeBob SquarePants: The Cosmic Shake | Pearl Krabs                                          | [ 17 ]  |